# Liste des arches naturelles de la Loire-Atlantique

Département de la Loire-Atlantique.

La liste des arches naturelles du département de la Loire-Atlantique recense sous la forme d'un tableau, les arches naturelles connues.
Une arche naturelle, ou un pont naturel, est un objet morphologique présentant un arc rocheux formé naturellement par l'érosion.
La liste des arches naturelles de la Loire-Atlantique est  actualisée fin 2019.
La plus connue des arches naturelles répertoriée dans le département de la Loire Atlantique pourrait être la Pierre Percée, une île au large de Pornichet (cf. ligne 1 du tableau ci-dessous).

## Loire-Atlantique (France)
5 arches sont recensées au 31-12-2019.

## Liste des arches naturelles
Cette liste reprend les arches naturelles situées dans la Loire-Atlantique (France).
| Sites                          | Communes            | Description                                 | Classement                                                          | Coordonnées                 | Photo                                    |
| ------------------------------ | ------------------- | ------------------------------------------- | ------------------------------------------------------------------- | --------------------------- | ---------------------------------------- |
| Pierre Percée                  | Pornichet           | Rocher percé sur l'île de la Pierre Percée. |                                                                     | 47° 13′ 24″ N, 2° 20′ 40″ O | La Pierre percée                         |
| Roche Percée                   | La Bernerie-en-Retz | À la pointe de la Rinais.                   |                                                                     | 47° 05′ 19″ N, 2° 03′ 02″ O | La roche Percée à la pointe de la Rinais |
| Grotte Percée                  | Le Pouliguen        | Une arche sur la côte Sauvage.              | Site littoral classé de la grande côte de la presqu'île du Croisic. |                             |                                          |
| Roche Percée                   | Préfailles          | Près de la pointe Saint-Gildas.             |                                                                     | 47° 07′ 47″ N, 2° 13′ 29″ O |                                          |
| Arche de la Pointe du Castelli | Piriac-sur-Mer      | À la pointe du Castelli.                    |                                                                     | 47° 22′ 26″ N, 2° 33′ 31″ O |                                          |